# 実録たかされ
『実録たかされ』（じつろくたかされ）は、元読売ジャイアンツ投手の江川卓・作、本宮ひろ志・画による日本の漫画作品。
『コミックビンゴ』（文藝春秋）にて連載されていた。コミックスは全3巻。

## 概要
江川が現役引退後の1988年に出版した自伝・『たかが江川されど江川』（新潮社）を元に、作新学院高等学校（当時・作新学院高等部）で「怪物」と称されて人気を博した頃から「江川事件」を経てジャイアンツに入団するまでを、当時江川に携わった者たちの証言、さらに本宮自身の当時の思いを交えながら描く。
タイトルの由来は、先に本作品と同じ作者の作画・江川卓原作による野球漫画・「たかされ」を引き継いでいる。江川に原作を書かせた本宮ひろ志はノンフィクション作品を予想していたが、その予想に反して江川はフィクションを書いた。そのため、改めてノンフィクションである本作・「実録たかされ」が生まれた。
タイトルの「たかされ」は、（「実録」がつかないフィクション作品も含めて）『たかが江川されど江川』の略である。また江川が当初フィクションである「たかされ」を執筆したのは、本人が知らない事は書けないというのが理由であり、そのため本作は江川が知らない事実に関しては本宮が取材を行っている。作中に江川と本宮が登場し、内容について議論するシーンも描かれている。周囲の証言から、本宮が江川の話から一部修正して描き、その作品を見て一旦は驚愕した江川がしぶしぶ黙認する描写もある。